# Berri Txarrak (álbum)
Berri Txarrak es el primer disco de estudio de la banda española de rock Berri Txarrak.

## Lista de canciones
| N.º   | Título                         | Duración |  |
| 1.    | «Itxaropena agortzen»          | 4:31     |  |
| 2.    | «Lotsarik gabe»                | 3:08     |  |
| 3.    | «Ardifiziala»                  | 4:28     |  |
| 4.    | «"Haurtzaroa lapurtu zidaten"» | 4:18     |  |
| 5.    | «Tortura nonahi»               | 5:41     |  |
| 6.    | «Zauri irekitako herria»       | 3:53     |  |
| 7.    | «Hezkuntza ustela»             | 3:22     |  |
| 8.    | «Nortasuna eraikitzen»         | 3:47     |  |
| 9.    | «Adierazi beharra»             | 3:18     |  |
| 10.   | «500 urte ta gero...»          | 4:14     |  |
| 11.   | «1512»                         | 2:26     |  |
| 12.   | «Eskerrak»                     | 1:29     |  |
| 44:35 |                                |          |  |

- Datos: Q5727059